# Биоиндикатори
Биоиндикатори, биолошки индикатори су организми, као што су лишајеви, птице, инсекти и бактерије, који се користе за приказ стања животне средине. Ови организми служе за мониторинг (праћење) промена које могу утицати на проблеме у екосистему, који могу бити хемијски, психички или промена у понашању. Биоиндикатори су релевантни за Еколошко здравље. Сваки организам у екосистему има могућност да утиче на здравље животне средине. Зато се биоиндикатори користе да: детектују промене у животној средини, прикажу присуство загађивача и њихово ефекте на екосистем. Специфичне психолошке промене биоиндикатора се користе да прикажу промене у здрављу животне средине. Ове промене су специфичне за сваког појединца. Неколико биотехнологија - које се базирају на микроорганизмима користе се да тестирају стање животне средине. Ови методи се првенствено базирају на понашању да би открили могуће промене.

## Биоиндикатори као нумеричке вредности
Биоиндикатори су нумеричке вредност изведена из стварног мерења на простору, државе или амбијента, одређених услова у одређеном географском домену, чији трендови током времена представљају или скрећу пажњу на основне трендове у стању животне средине. Кључни критеријуми за биоиндикаторе су:
- Индикатор је користан
- Индикатор је циљ
- Индикатор је транспарентан и репродуктиван
- Основне податке карактерише методологија прикупљања, системи за управљање подацима који су интегрално заштићени, као и процедура за обезбеђење квалитета.
- Подаци омогућавају описивање промена или су показатељи о њиховом кретању, која су упоредива у времену и простору, код представника циљне популације.

## Примена
Наше животно окружење и фактички сва савремена храна коју човек користи у исхрани, због коришћења хемикалија у пољопривреди, употребе свакаквих хемијских ђубрива, загађивања земљишта, садрже десетак пута мање биолошки активних супстанци од потребне количине за здрав организам. И данас је већ признато у целом свету да савремена храна нажалост не садржи све неопходне за човека микронутријенте.
Физичке и хемијске методе јесу неопходне за процену квалитета животне средине хране и воде, али нису и довољне. Оне дају приказ тренутног стања датог биотопа, када је загађење у питању. Зато је неопходно користити и биолошке методе (биоиндикаторе). Зато се уназад више од четрдесет година користе биоиндикатори за контролу животне средине. Биоиндикатори су врсте карактеристичне за одређено климатско поднебље, регион или хабитат; доминантне врсте у једном биотопу, а и врсте чије ишчезавање или угроженост представља рани сигнал упозорења о деградацији одређеног екосистема.
У новије време, биоиндикатори су примарни чиниоци у заштити природе, као и у области планирања (на основу анализа учинка, анализе стање) и у природним истраживањима примене конзервације. У зависности од циља и задатака многе животиње и/или биљне врсте имају улогу индикатора. За процену квалитета вода користе се такође у води откривени сапробиотички системи. Макрозообентос или група организама која већи део или читав животни циклус проводи на дну водених екосистема. Одређене групе макрозообентоса (у које спадају одређене врсте гљива, бактерија и протозоа) представљају биоиндикаторе вода и користе се као индикатори, јер су разни сапробиотици типични само за одређени степен загађења.

### Биоиндикатори у природи
Биоиндикатори у природи представљају интегрални и интердисциплинарни програм одабраних садржаја из ентомологије (наука о инсектима), зоологије, ботанике и екологије. У природи постоје биљне и животињске врсте које су показатељи „здравља“ или степена очуваности животне средине, због своје изузетне осетљивости и на најмање негативне промене на станишту. Наиме, негативне промене на станишту у коначном исходу могу резултовати нестанком врста са посматраног локалитета или подручја. Такве се врсте (показатељи) зову биоиндикаторске врсте у природи.

### Лептири као биоиндикатори
Лептири су најбољи представници, најразноврснијег и бројчано највећег разреда (разреда инсеката). Како су дневни лептири због обојености крила, елегантног лета лако уочљиви, већи број људи их свакодневно уочава. Ноћни лептири, иако далеко бројнији, понекад не заокупљају толико пажње јер су мање уочљиви. Лептирима се баве и стручњаци и научници који у својим истраживањима покушавају открити и указати на одређене појаве и стање у природи. Дневни и ноћни лептири су зато најзначајнији биоиндикатори међу инсектима копнених станишта, и показатељи „здравља“ или степена очуваности животне средине због своје изузетне осетљивости и на најмање негативне промене на станишту. Наиме, негативне промене на станишту на крају могу изазвати нестанак врста са посматраног локалитета или подручја. Научници лептире у истраживањима често користе, а њихови резултати уједно доприносе предлагању циљаних мера за њихову заштиту, а преко заштите врста и заштиту станишта, и читавих екосистема од којих у највећој мери зависе лептири. Такође дневни и ноћни лептири су важни за вредновање пашњака (травњака) на сувим или влажним земљиштима, али у мањој мери и одређених типова вегетације жбуња и шума. Наиме, ливадни екосистеми су примарна станишта на којима лептири бораве и зато су у новије време пројекти везани уз ревитализацију травнатих површина све присутнији - а ту се као основни објекти у истраживању примењују дневни и ноћни лептири.

### Лишајеви и маховине као биоиндикатори
Лишајеви немају корени систем нити кутикулу попут васкуларних биљака па храњиве материје морају да узимају из ваздуха. Пошто континуирано акумулирају материју из атмосфере, лишајеви репрезентују просечну вредност садржаја суве и мокре депозиције из ваздуха, за одређени временски период.
Маховине су структурно ближе лишајевима, него другим биљкама. Због дугог живота, лишајеви и маховине су погодни за анализу атмосферске депозиције током дужег временског периода.
Након сакупљања узорака маховине и лишајева са тла, камења и дрвећа, у одређеним подручјима утврђена је гамаспектрометријски њихова контаминација радионуклидима. Однос активности 235U и 238U у неким узорцима показала је присуство осиромашеног урана. Осим у узорцима у зони контаминације у појединим узорцима који су сакупљени изван простора који је ограђен и обележен као контаминиран однос активности 235U/238U такође је показао присуство осиромашеног урана. Највероватнији начин контаминације је ваздухом, где је прашина осиромашеног урана распршена ветром.
Резултати јасно указују на могућност коришћења лишајева и маховина као биоиндикатора контаминације осиромашеним ураном. Као врло осетљиви индикатори контаминације ваздуха осиромашеним ураном, лишајеви и маховине би требало да се редовно анализирају у склопу мониторинга животне средине у појединим регинима света (укључујући и поједина подручја Србије, бомбардована током НАТО агресије на Југославију).
Даља истраживања требало би усмерити ка проналажењу појединих врста лишајева и маховина које би се показале као најбољи индикатори за осиромашени уран.